# Pedro Nieto Antúnez
Pedro Nieto Antúnez (Ferrol, 1898 – Madrid, 1978) était un officier de marine et homme politique espagnol, ministre de la Marine sous la dictature franquiste de 1962 à 1969.
Après une formation à l’École navale, il s’engagea dans la marine de guerre et intervint notamment en Afrique du Nord  dans les années 1920 et 1930. Après le soulèvement militaire de juillet 1936, alors qu’il était membre de l’état-major de la Marine et enseignait à l’École navale non loin de Pontevedra, il rallia le camp nationaliste et accomplit pendant la Guerre civile, comme commandant de différents navires de guerre, des missions dans la mer Cantabrique et en Méditerranée. Nommé en 1938 directeur de l’École navale, puis chef d’état-major de la flotte de guerre, il devint en 1946 secrétaire personnel du chef de l’État Francisco Franco, et chef en second de la Maison militaire du même général Franco.  
En 1962, il entra dans le 9e gouvernement de l’Espagne franquiste comme ministre de la Marine, auquel titre il entreprit — après analyse de la situation de la marine espagnole, définition de ses besoins, et rédaction d’un ambitieux Plan naval général — une réforme de grande ampleur de l’Armada, portant aussi bien sur l’aspect matériel (achat ou prise en location, sinon construction sous licence en Espagne même, de vaisseaux modernes — frégates, destroyers, sous-marins, porte-hélicoptère — et mise à niveau des navires existants) que sur les aspects d’organisation et de personnel (formation de militaires espagnols aux États-Unis, etc.), et ce dans un esprit d’intégration stratégique de la marine espagnole dans la communauté occidentale. 
En raison notamment de communes origines ferrolanes, Nieto Antúnez appartenait au cercle restreint des intimes du Caudillo, à telle enseigne qu’en décembre 1973 celui-ci envisagea un temps de le nommer président du gouvernement en succession de Carrero Blanco assassiné dans un attentat ; cependant, Nieto Antúnez passant pour favorable à une certaine ouverture du régime, la camarilla conservatrice du Pardo (entourage direct de Franco) y fit obstacle.

## Biographie

### Origines et formation
Fils de Pastor Nieto Rodríguez, chirurgien de son état, et d’Amparo Antúnez Rodiles, Pedro Nieto Antúnez vint au monde dans la même ville que Francisco Franco ; quoique plus jeune de six ans que le futur Caudillo et donc absent de son cercle d’amis d’enfance et d’adolescence, Nieto Antúnez n’en rejoindra pas moins plus tard le petit groupe des intimes de Franco,, devenant, bien avant d’achever sa carrière d’officier de marine, le compagnon préféré du Caudillo lors de ses parties de pêche en mer ou en rivière, et l’un de ses partenaires habituels aux dominos et aux cartes, dans le jeu de mus,.
En novembre 1913, à l’âge de 15 ans, il fut inscrit comme aspirant à l’École navale de San Fernando, dont il sortit, après avoir navigué sur plusieurs navires durant sa formation, diplômé le 4 décembre 1918 avec le rang d’enseigne de vaisseau (alférez de navío),.

### Officier de marine
Nieto Antúnez fut ensuite destiné à l’Escadre navale et participa à la guerre du Rif. Monté au grade de lieutenant de vaisseau en février 1921, il reçut en octobre 1923 l’ordre de s’embarquer sur le croiseur protégé Extremadura et se distingua dans les campagnes militaires en Afrique du Nord. En août 1929, il fut promu au rang de capitaine de corvette, et obtint en 1931 le diplôme de l’École de guerre.
En août 1933, à la demande de la France, l’armée espagnole reprit ses préparatifs en vue de l’occupation du territoire de Sidi Ifni. La France en effet, qui venait de son côté de parachever l’occupation de sa propre partie du territoire marocain, voyait dans la zone espagnole de Sidi Ifni un no man’s land servant de lieu de refuge pour les résistants à l’intervention française. Le 4 août, le navire de transport Almirante Lobo mouilla au large des côtés d’Ifni avec à son bord une délégation menée par Nieto Antúnez. Celle-ci, au lieu de trouver à son arrivée un accueil chaleureux de la part des Aït Baamarán, se heurta au contraire à la présence hostile de meneurs rebelles échappés du Souss et opposés à toute occupation étrangère. Nieto Antúnez et d’autres membres de la délégation furent faits prisonniers, et deux autres personnes périrent dans l’incident. Après cet échec diplomatique difficilement explicable, ce fut Cheikh Saïd, chef de la kabila d’Aït-el-Khons, qui allait se charger de faire libérer Nieto Antúnez et ses gens. 
Par la suite, Nieto Antúnez exerça des fonctions au sein de l’état-major de la Marine à Ferrol et officia comme professeur sur le champ de tir naval Janer près de la ville de Marín, sur la ria de Pontevedra.

### Guerre civile (1936-1939)
Au déclenchement de la rébellion militaire de juillet 1936, Pedro Nieto Antúnez, alors détenteur du grade de capitaine de corvette et commandant en troisième du champ de tir Janer de Marín, rallia le camp nationaliste et réussit dans les premières semaines de la guerre civile qui suivit ladite rébellion, à se rendre maître, avec de très faibles moyens, de plusieurs localités sur la ría de Pontevedra. Pendant le reste du conflit, il exerça d’abord comme commandant en second du cuirassé España (anciennement Alfonso XIII) et prit part à ce titre aux opérations menées en mer Cantabrique, jusqu’à ce que ledit navire eut sombré le 30 avril 1937  après avoir heurté une mine, à trois lieues de Galizano (en Cantabrie). Ensuite, placé au commandement du croiseur auxiliaire Mar Cantábrico, il contribua jusqu’en 1938 à maintenir le blocus de la Méditerranée, ce qui lui valut de se voir décerner le 28 août 1940  la médaille militaire individuelle, la plus haute décoration espagnole après la croix laurée de Saint-Ferdinand,.

### Carrière dans l’Espagne franquiste

#### Directeur de l’École navale et commandant en chef de la flotte de guerre

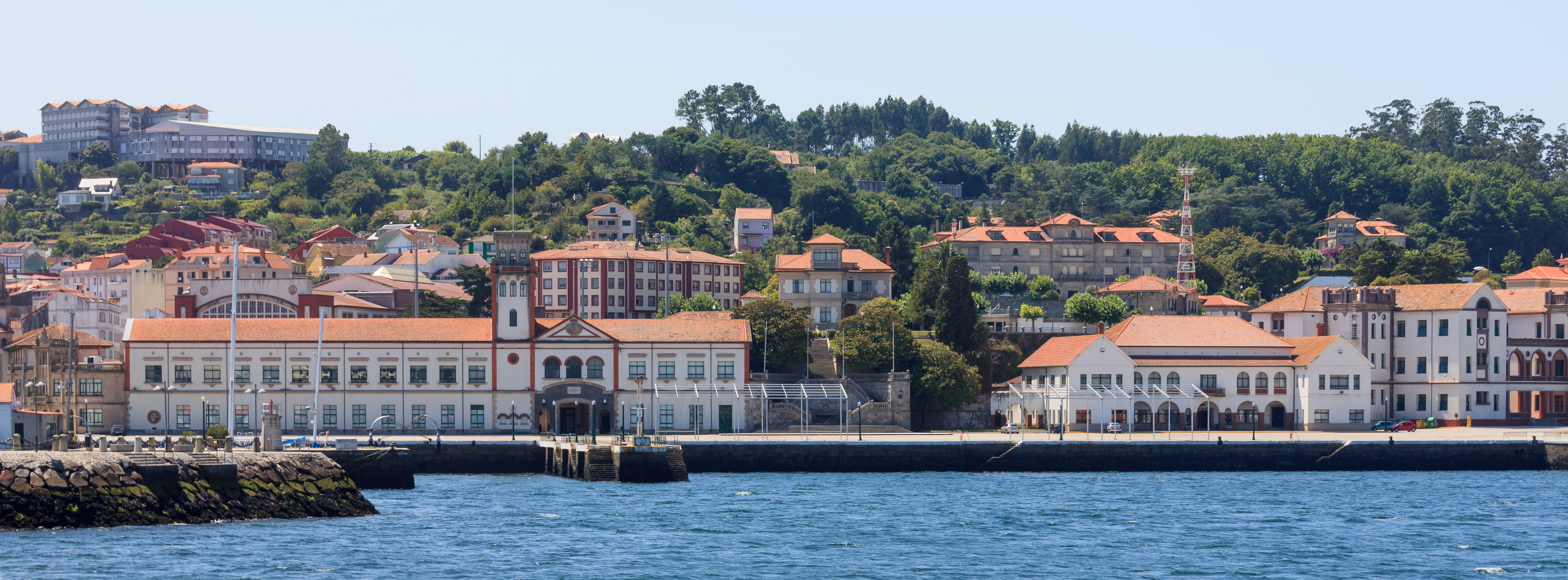
École navale militaire à Marín (province de Pontevedra).

En 1938, Nieto Antúnez fut nommé commandant-directeur de l’École navale militaire de San Fernando et promu capitaine de frégate en février 1939. Durant son mandat de commandant-directeur, qu’il allait assumer de 1938 à 1943, eut lieu le transfert de ladite école vers sa nouvelle implantation dans la ville galicienne de Marín,.
En juin 1939, la marine de guerre allemande s’évertuait à aligner les forces de la marine espagnole sur celles de l’Axe, en utilisant dans ce but comme fer de lance le groupe d’assesseurs présent à l’École navale de San Fernando. Il est vrai que l’aide allemande consistait essentiellement, en raison de leur propre situation tendue en matière de ressources humaines, à une aide matérielle plutôt qu’intellectuelle et organisationnelle, l’Allemagne se bornant sur ce plan à envoyer des assistants à l’intention des instructeurs et enseignants espagnols. Lorsque la formation des officiers espagnols fut à l’ordre du jour et que la proposition fut faite d’envoyer à cet effet des instructeurs allemands supplémentaires, les interlocuteurs espagnols s’accordèrent à considérer qu’il ne serait pas nécessaire de maintenir la commission allemande d’assistance militaire (dite commission Rüggeberg) pendant plus d’une année. Cette résolution aurait été prise à l’instigation de Nieto Antúnez, qui fit en sorte que le groupe de Rüggeberg ne puisse pas rester à San Fernando au-delà de mars 1940. Aux dires de Rüggeberg, l’attitude de Nieto Antúnez était guidée par « la fierté nationale, qui le faisait préférer s’affranchir du paternalisme [allemand] » ; en particulier, la circonstance que les instructeurs allemands ne lui étaient pas subordonnés le contrariait, encore que l’officier allemand ait informé ses supérieurs que ses rapports avec Nieto Antúnez étaient « bons, chaleureux et amicaux ».
Nieto Antúnez était à partir de 1940 procureur (député) aux Cortes, fut conseiller national du Mouvement, commandant du croiseur léger Galicia (auparavant Príncipe Alfonso et Libertad) en 1940, chef d’état-major naval de Ferrol (de 1944 à 1946), chef d’état-major de la flotte de guerre, et secrétaire général de l’amiral-chef de l’état-major de la Marine.
Devenu en 1946 secrétaire personnel du chef de l’État Francisco Franco, on le retrouve quatre ans plus tard, avec le grade de contre-amiral, chef en second de la Maison militaire du général Franco,,.
Promu vice-amiral en septembre 1956, puis amiral en 1957, il assuma le commandement général de la flotte, auquel titre il eut à jouer un rôle décisif dans les événements survenus cette année-là dans le Sahara espagnol et sur le territoire d’Ifni. La flotte espagnole pilonna le littoral et appuya les unités terrestres assiégées. Le 7 décembre 1957, afin d’intimider le gouvernement du Maroc, la flottille placée sous les ordres de Nieto Antúnez et composée du croiseur Canarias, du croiseur Méndez Núñez et des cinq destroyers Churruca, Almirante Miranda, Escaño, Gravina et José Luis Díez (de la classe Churruca), fit une démonstration de force, se mettant en ordre de bataille au large du port d’Agadir et prenant en point de mire avec ses pièces d’artillerie plusieurs cibles dans ce port, sans faire feu cependant.
Nieto Antúnez fut appelé à diriger la Juridiction centrale de la Marine en 1958, le secrétariat général du ministère de la Marine, le sous-secrétariat à la Marine marchande de 1958 à 1962, avant d’être nommé ministre de la Marine en 1962.

#### Ministre de la Marine (1960-1969); réforme de la Marine espagnole
Nieto Antúnez connut l’apogée de sa carrière le 10 juillet 1962, quand Franco le sollicita de faire partie de son 9e gouvernement, au poste de ministre de la Marine, en remplacement de l’amiral Felipe José Abárzuza y Oliva. Il allait occuper cette fonction jusqu’en 1969.
Aussitôt que nommé ministre, Nieto Antúnez s’attacha à élaborer un ambitieux plan de réforme de la Marine espagnole, qui devait exercer ses effets dans trois domaines en particulier et comporter respectivement :
- un nouveau programme naval, avec pour objectif la construction en Espagne de vaisseaux à l’aide de technologies étrangères, mais avec l’idée, qui prenait pied de plus en plus, que la Défense nationale espagnole ne pouvait pas s’appuyer uniquement sur ce que voulait bien fournir l’aide américaine ;
- une restructuration du personnel militaire, comprenant l’unification des corps d’ingénieurs et surtout une loi sur les avancements propre à modifier le traditionnel et rigoureux système de promotion à l’ancienneté. À cette fin, il mit sur pied la Comisión de Estudios de Personal (Commission d’étude du personnel, acronyme COMESPER), présidée par García-Frías. Malgré son coût, ce changement entra en application à partir de 1967 et allait rester en vigueur jusqu’en 1989 ;
- une réorganisation de la Marine, alors totalement anarchique (selon les termes d’Ángel Liberal Lucini), réorganisation en vue de laquelle fut constituée une Comisión de Estudios y Planes (Commission d’étude et de planification, COMESPLAN), incorporée dans l’état-major de la Marine et chargée d’effectuer sur quatre ans une analyse de l’organisation de la Marine espagnole[14],[note 1].

Toutefois, la principale priorité restait le programme naval, lequel faisait l’objet de la plus grande attention de Nieto Antúnez, quand même ce programme ne représentait que le premier pas en vue d’un futur Plan général, auquel il allait s’atteler quelques années plus tard.
Ce fut sous les auspices de l’École de guerre navale qu’un collectif de personnes choisies se mit en devoir de mettre au point ledit programme, après avoir préalablement, — conformément aux directives de l’amiral en chef d’état-major de la Marine, et en leur qualité d’assistants et collaborateurs de l’état-major —, procédé à une analyse détaillée de la situation mondiale et d’en avoir esquissé la possible évolution, après avoir cerné les alliances présentes et celles prévisibles dans le futur, avoir identifié les menaces potentielles pesant sur l’Espagne, et avoir spécifié les besoins du trafic maritime en cas de conflit partiel ou de conflit général. Toutes ces données, soumises à traitement logique et à procédure décisionnelle, allaient se cristalliser sous la forme d’un plan théorique des besoins navals de l’Espagne. Par la suite, une commission d’experts parcourut un certain nombre de pays étrangers en quête d’appui technique pour réaliser les solutions aptes à satisfaire les besoins tels que formulés dans le plan. Ce faisant, l’on prit dûment en considération le facteur économique, tant en ce qui concerne le coût du matériel qu’en ce qui concerne les facilités de crédit et les possibilités de financement, la décision ultime appartenant aux hautes autorités de la Marine. Eu égard aux grandes avancées techniques des temps récents, la disproportion entre les moyens économiques de l’État espagnol et les besoins de la Marine apparaissait immense.
Le programme naval devait, d’après Nieto Antúnez, répondre à des impératifs stratégiques, c’est-à-dire en l’occurrence à une stratégie de l’Espagne au sein de la communauté occidentale.

« Tout programme naval en général, et toute décision particulière visant à créer, adapter ou réorganiser la Force navale, doivent toujours obéir à des impératifs stratégiques, ce qui revient à dire à des exigences historiques, étant donné la forte corrélation entre stratégie et histoire et au vu de la grande mesure dans laquelle les conséquences de la première interviennent comme causes dans la seconde. C’est pourquoi le programme prévu s’appuie sur ce que l’on pourrait appeler la stratégie de l’Espagne au sein de la communauté occidentale. Une telle stratégie oblige à accepter la nécessité de disposer de moyens appropriés à l’exercice d’une maîtrise positive de la mer sur une zone d’autant plus étendue que sont grandes ou petites nos incontournables engagements géographiques et nos revendications historiques. De là vient que, prenant en compte, outre les fondements antérieurs, l’aspect logistique de toute stratégie, l’on a conçu le Programme naval comme un ensemble équilibré, homogène et proportionné à nos possibilités économiques, de moyens indispensables à l’accomplissement de nos missions prévisibles dans une zone qui, de façon tout à fait générale, pourrait rester restreinte à une zone entre les parallèles de Brest et de Villa Cisneros, et entre les méridiens des Açores et de Toulon, en prenant garde au nécessaire prolongement de notre influence jusqu’aux provinces équatoriales. »

Le Plan devait pourvoir à une série de besoins liés à la nécessité de résoudre les problèmes susceptibles de survenir dans les provinces d’outremer et les éventuels conflits en Afrique du Nord, sans perdre de vue les communications maritimes vitales, dont il était présumable qu’elles augmenteraient en importance avec la progressive hausse du niveau de vie de l’Espagne. Eu égard à ces facteurs, la Marine était appelée à être principalement une marine antiaérienne et anti-sous-marins, et, à un degré moindre, à acquérir suffisamment de capacités amphibies. Nieto Antúnez avait souligné l’urgence de disposer d’un groupe de combat anti-sous-marin, composé d’un porte-avions, d’un croiseur anti-aérien et de quatre ou six destroyers.
Aussi Nieto Antúnez présenta-t-il un ambitieux programme naval, devant être exécuté en six ans et prévoyant la construction de quelque 150 vaisseaux : 2 porte-avions, 2 croiseurs lance-missiles, 8 destroyers, 12 frégates océaniques, 28 frégates légères, 8 sous-marins, en plus de dizaines de dragueurs de mines, de navires auxiliaires et de transport,. Le plan serait complété par une aide militaire américaine accordée en vertu d’une prolongation des accords de 1953.
Il semblerait toutefois que le ministre ait été parfaitement conscient qu’un tel programme, dont le coût était estimé à plus de 70 000 millions de pesetas (environ 1 100 millions de dollars de l’époque), était impossible à mettre en œuvre, et qu’il n’ait cru à aucun moment en son for intérieur qu’il puisse jamais être adopté tel quel, s’attendant donc à ce que son programme fasse fatalement l’objet de coupes importantes ; son but était de susciter dans le gouvernement une prise de conscience de la situation, afin que l’Espagne s’engage enfin à moderniser la flotte de guerre espagnole et à remédier au retard chronique dont elle souffrait, à la faveur de l’embellie que connaissait alors la situation économique du pays.
En 1963, la Junta de Defensa Nacional finit par approuver un plan de modernisation plus réduit, un « mini-plan » beaucoup plus réaliste, qui s’étalerait sur deux phases. Dans la première phase du Programme naval, les fonds seraient affectés à la modernisation des deux destroyers, à l’acquisition du porte-hélicoptères Dédalo, et à la construction de 5 frégates (les F-70 classe Baleares : Baleares, Andalucía, Cataluña, Asturias et Extremadura) et de 2 sous-marins de type Daphné (les premiers de cette classe, nommément le S-61 Delfín et le S-62 Tonina).
- Quant à la modernisation des destroyers : il s’agissait du Marqués de la Ensenada et du Roger de Lauria, appartenant à la problématique classe Oquendo et non encore achevés de construire. Les deux vaisseaux furent complètement remaniés et équipés de 6 pièces de 127 mm, en sus d’armes anti-sous-marin et de détecteurs d’origine américaine, mais en conservant leurs vieilles turbines Rateau, dont le fonctionnement laissait à désirer[23].
- Quant aux cinq frégates : il s’agit de frégates analogues à la classe Leander britannique. Cependant, le gouvernement travailliste de Harold Wilson s’étant opposé à la vente des frégates au régime de Franco, en dépit du manque à gagner que cela impliquait pour l’industrie navale britannique, l’Espagne résolut de fabriquer lesdits navires pour son propre compte, sur la base d’un modèle DEG-7 américain (adaptation de la classe Knox, avec ajout d’un lance-missiles anti-aérien Mk-22, comme pour la classe Brooke), dans des chantiers navals nationaux. Ce programme de construction représenta un bond en avant technologique pour la marine espagnole, et non moins pour l’entreprise publique Empresa Nacional Bazán, devenue depuis lors la Navantia[24]. Ces cinq frégates DEG-7 (destroyer, escort, missile guided), à ce moment-là les plus complètes de leur classe (à savoir : celle des vaisseaux d’escorte océaniques) et dotées notamment de missiles Tartar sol-air, étaient capables de couvrir une multiplicité de besoins. Pour ces cinq frégates, les Américains fournissaient les équipements, armes et services d’assistance technique pour un montant de 125 millions de dollars, à charge du gouvernement espagnol et au titre d’acquisition ou d’importation ordinaires. Le contrat entre Washington et Madrid fixant les modalités d’aide à cette construction fut signé le 31 mai 1966, et était décorrélé des conventions antérieures, de sorte que s’il advenait que celles-ci ne soient pas prorogées, le programme pourrait néanmoins se poursuivre.
- Quant aux deux sous-marins de la classe Daphné : ces sous-marins d’attaque conventionnels auraient à être construits sur huit ans à partir de 1965, avec l’assistance des États-Unis et de la France, pour un montant total de 10 000 millions de pesetas. En mai 1965, aux fins de construction des sous-marins Daphné, un accord d’aide de portée générale fut signé entre les ministères de la Marine français et espagnol pour la construction en Espagne de bâtiments de guerre français, accord suivi ultérieurement de la signature d’un contrat entre les deux gouvernements portant spécifiquement sur les deux sous-marins et fort semblable au contrat conclu avec les Américains[25],[26].
- Quant aux trois autres frégates et les 3 sous-marins restants (objet normalement de la 2e phase), si leur construction fut bien projetée, aucun crédit ne lui fut débloqué, raison pour laquelle les choses étaient laissées en plan pour le moment. Cependant, les difficultés budgétaires eurent pour effet par la suite de faire annuler les imputations de fonds pour les frégates F-76, F-77 et F-78. En juin 1970, seuls deux des trois sous-marins prévus à l’origine purent être commandés, à savoir le S-63 Marsopa et le S-64 Narval[24].
- Quant au porte-hélicoptères : il s’agit de l’acquisition auprès des États-Unis d’un bâtiment de la classe Independence, l’USS Cabot (CVL-28), rebaptisé du nom de Dédalo, en souvenir du porte-hydravions espagnol homonyme de la décennie 1920[27], achat qui eut un impact certain sur l’efficacité de l’arme aérienne de l’Armada espagnole. Ainsi, l’idée d’acquérir un porte-avions fut-elle rejetée, principalement pour motifs économiques, un porte-avions représentant un coût très supérieur à celui d’un porte-hélicoptères. En outre, par l’importance croissante des opérations anti-sous-marines et amphibies, le porte-hélicoptères apparaissait plus approprié en comparaison du porte-avions. L’arrivée du Dédalo en 1967 fut d’ailleurs un événement considérable et, selon les paroles du ministre Nieto Antúnez lui-même, un jalon décisif dans l’histoire de la marine espagnole[28].

Le programme naval ne fut pas la seule réalisation du mandat de Nieto Antúnez ; il est en effet d’autres domaines où il œuvra à doter l’Armada d’une structure en accord avec une organisation moderne, par la mise en place d’importants groupes de travail tels que le COMESPLAN, déjà évoqué, et la promulgation d’une nouvelle loi sur la Marine (Ley de la Armada), entrée en vigueur en 1970, et connue sous la dénomination — impropre, car elle n’avait pas rang alors de loi organique — de Ley Orgánica de la Armada (la fameuse LOA), qui définissait la nouvelle organisation de la Marine inspirée des concepts organisationnels modernes. En 1965, Nieto Antúnez avait déclaré à propos de cette loi : « Le projet de loi sur l’organisation de la Marine est prête et il y a lieu maintenant d’exclure à son sujet toute discussion ou débat. Je pense le présenter aujourd’hui même au gouvernement pour examen, puis pour soumission aux Cortes. En conséquence, seuls ont voix à ce chapitre l’exécutif et le législatif ». Pourtant, il ne put arriver à ses fins et il fallut attendre cinq années encore avant que son successeur Adolfo Baturone Colombo n’obtienne que ladite loi soit adoptée.
On lui doit encore : la création de la Jefatura del Apoyo Logístico de la Armada (Haut-Commandement de l’appui logistique de la Marine, acronyme JAL), la mise sur pied d’une assistance médicale et sociale à l’intention du personnel, avec en particulier la fondation de la Polyclinique navale rue Arturo Soria à Madrid, ainsi que diverses actions de soutien à des institutions sociales et de bienfaisance de l’Armada. D’autre part, il s’efforça pendant son mandat de rapprocher marine nationale et société espagnole, au moyen des dénommées « Semaines navales » (Semanas Navales).

#### Dernières années
En 1967, lorsque Francisco Franco envisagea de créer la fonction de vice-président, Nieto Antúnez eut l’ambition d’occuper ce poste, à la faveur du fait qu’il avait été camarade d’enfance de Franco ; cependant, si certes son nom fut effectivement cité de 1967 à 1969 comme possible régent dans l’éventualité où le poste de chef de l’État viendrait à être vacant, ce fut finalement sur Carrero Blanco que le Caudillo devait porter son choix. À cette époque, Nieto Antúnez se déclarait favorable à ce qu’Alphonse de Bourbon succède à la tête de l’État, toutefois il se rangea en 1969 à la décision de Franco de désigner le prince des Asturies comme son successeur.
En décembre 1970, Nieto Antúnez figura, avec Pacón, Camilo Alonso Vega, etc., parmi ceux qui incitèrent le Caudillo à haranguer la foule des manifestants qui, face aux condamnations internationales ayant suivi le procès de Burgos, s’étaient massés sur la place de l'Orient à Madrid en soutien au gouvernement espagnol.
En 1972, alors retiré de la Marine, Nieto Antúnez devint président de la compagnie maritime Trasmediterránea, et exerçait dans le même temps comme conseiller d’autres entreprises. Il se manifesta à nouveau en faveur d’Alphonse de Bourbon.
Franco, vers la fin de sa vie, ne parlait plus qu’avec un nombre réduit de personnes, y compris au sein même de l’armée, où ses contacts s’amenuisaient de plus en plus ; ses seuls collaborateurs personnels, hormis Carrero Blanco, toujours présent, étaient des proches parents, des familiers et quelques rares vieux amis de son enfance ferrolane et de sa jeunesse tolédane, tels que Nieto Antúnez et Alonso Vega, Galiciens comme lui, et dont il conserva l’amitié toute sa vie,. Ce sont ceux aussi qui s’étaient retrouvés à ses côtés pendant la Guerre civile, puis dans les allées du pouvoir. Nieto Antúnez était en outre devenu son fidèle compagnon de pêche et de jeux de société.
Après l’assassinat de Carrero Blanco le 20 décembre 1973, le nom de Nieto Antúnez surgit comme candidat à sa succession au poste de président du gouvernement, mais ce fut finalement sur Carlos Arias Navarro que le général Franco fixa son choix. Pourtant, le 28 décembre, Franco avait fait savoir qu’il avait décidé que la liste des candidats au poste devait comprendre Nieto Antúnez, en qui Franco pensait pouvoir faire pleinement confiance. Cependant, Valcárcel, ayant convoqué une réunion du Conseil pour y proposer le nom de Nieto Antúnez, se heurta à une vive opposition, au motif que Nieto, vieillard de 75 ans et quasiment sourd, était sans expérience ni dispositions pour cette charge, présentait un parcours personnel fait de hauts et de bas et peu limpide. De même, dans l’entourage domestique de Franco, et à la désolation de celui-ci, le nom de Nieto Antúnez déclencha aussi une levée de boucliers de la part du clan du Pardo (en particulier de son épouse Carmen Polo et de son gendre Villaverde) et du Bunker, plus particulièrement d’Antonio Urcelay et surtout de Vicente Gil, médecin personnel de Franco, au motif notamment que Nieto Antúnez avait été éclaboussé dans un scandale immobilier sur la Costa del Sol, connu sous le nom d’affaire SOFICO. Ces deux conseillers (Gil et Urcelay) recommandèrent Arias Navarro, lequel avait aussi l’appui de Carmen Polo. Le clan du Pardo et le Bunker redoutaient les velléités libérales de Nieto Antúnez, et surtout son intention avouée de faire appel à Manuel Fraga dans son équipe gouvernementale ; dans l’entourage immédiat de Franco, Nieto Antúnez appartenait, avec Castiella et Fraga notamment, au petit groupe des partisans de l’ouverture, quoique sur quelques points très restreints uniquement. Mais Franco aussi avait le sentiment de pouvoir se reposer sur Arias Navarro pour maintenir la situation sous contrôle pendant que le régime se réorganiserait afin d’« évoluer » en toute sécurité.
En décembre 1974, Franco souhaita se débarrasser d’Arias Navarro, et songea une nouvelle fois à désigner son vieil ami Nieto Antúnez, nonobstant son âge avancé. Cependant, non seulement Nieto lui-même n’était pas enthousiaste à cette idée, mais encore il avait accédé à la requête de Fraga Iribarne, favorable à la transformation du régime, de communiquer à Franco son projet de nouvelle constitution.
Pedro Nieto Antúnez était récipiendaire d’un grand nombre de décorations, dont en particulier la grand-croix des ordres de Charles III, de Saint-Herménégilde et d’Isabelle la Catholique.